# Puerto Rico International
Die Puerto Rico International sind im Badminton die offenen internationalen Meisterschaften von Puerto Rico. Sie werden seit dem Jahr 1995 ausgetragen. Eine jährliche Austragung wurde angestrebt, konnte aber nicht immer realisiert werden.

## Turniergewinner
| Saison    | Herreneinzel        | Dameneinzel       | Herrendoppel                        | Damendoppel                       | Mixed                                 |
| --------- | ------------------- | ----------------- | ----------------------------------- | --------------------------------- | ------------------------------------- |
| 1995      | Kenneth Erichsen    | Linda French      | Tjitte Weistra Cosmin Ioan          | Roy Paul jr. Paul Leyow           | Mark Manha Kathy Zimmerman            |
| 1999      | Pedro Yang          | Nigella Saunders  | Roy Paul jr. Robert Richards        | nicht ausgetragen                 | Roy Paul jr. Nigella Saunders         |
| 2001      | Tjitte Weistra      | Agnese Allegrini  | Tjitte Weistra Cosmin Ioan          | Felicity Gallup Joanne Muggeridge | Tjitte Weistra Lorena Blanco          |
| 2002      | Peter Rasmussen     | Denyse Julien     | Tony Gunawan Khankham Malaythong    | Felicity Gallup Joanne Muggeridge | Tony Gunawan Mesinee Mangkalakiri     |
| 2007      | José Antonio Crespo | Lucía Tavera      | Guilherme Kumasaka Guilherme Pardo  | Jennifer Coleman Lauren Todt      | Andrés Corpancho Valeria Rivero       |
| 2008      | Kevin Cordón        | Victoria Montero  | Antonio de Vinatea Martín del Valle | Claudia Zornoza Katherine Winder  | Andrés Corpancho Katherine Winder     |
| 2009      | Kevin Cordón        | Anna Rice         | Kevin Cordón Rodolfo Ramírez        | Cristina Aicardi Claudia Rivero   | Bruno Monteverde Claudia Zornoza      |
| 2010      | Wisnu Haryo Putro   | Agnese Allegrini  | Toby Ng Jon Vandervet               | Nicole Grether Charmaine Reid     | Leonard Holvy de Pauw Grace Peng Yun  |
| 2011      | Niluka Karunaratne  | Michelle Li       | Adrian Liu Derrick Ng               | Alex Bruce Michelle Li            | Toby Ng Grace Gao                     |
| 2012      | abgesagt            | abgesagt          | abgesagt                            | abgesagt                          | abgesagt                              |
| 2013      | Brice Leverdez      | Lohaynny Vicente  | Lucas Corvée Brice Leverdez         | Paula Pereira Lohaynny Vicente    | Robert Mateusiak Agnieszka Wojtkowska |
| 2014      | Ygor Coelho         | Fabiana Silva     | Giovanni Greco Rosario Maddaloni    | Ana Paula Campos Fabiana Silva    | Andrés Corpancho Luz María Zornoza    |
| 2015      | Kevin Cordón        | Laura Sárosi      | Job Castillo Lino Muñoz             | Haramara Gaitan Sabrina Solis     | Alex Tjong Lohaynny Vicente           |
| 2016 2024 | nicht ausgetragen   | nicht ausgetragen | nicht ausgetragen                   | nicht ausgetragen                 | nicht ausgetragen                     |